# 농민 관련 스킬만 올렸는데 어째서인지 강해졌다.
《농민 관련 스킬만 올렸는데 어째서인지 강해졌다.》(일본어: 農民関連のスキルばっか上げてたら何故か強くなった。)는 쇼본느(작가), 소가와(일러스트)가 원작한 일본의 라이트 노벨 소설 작품이다. 텔레비전 애니메이션은 studio A-CAT에서 만들어 2022년 10월 1일부터 12월 17일까지 도쿄 MX 등에서 방영했다.
2016년 8월 2일부터 2018년 5월 16일까지 소설 투고 사이트 〈소설가가 되자〉에서 연재되었던 작품으로 단행본은 전 5권으로 나왔다. 2022년 3월 현재 시리즈 누적 발행 부수는 80만 부를 돌파했다.

## 방영 목록
| 회차           | 방송 일자        | 제목                          |
| -------------- | ---------------- | ----------------------------- |
| 1화            | 2022년 10월 1일  | 초일류 농민                   |
| 2화            | 2022년 10월 8일  | 농민과 길드                   |
| 3화            | 2022년 10월 15일 | 농민과 사룡 우로보로스        |
| 4화            | 2022년 10월 22일 | 농민과 구원받은 목숨          |
| 5화            | 2022년 10월 29일 | 농민과 루루그스               |
| 6화            | 2022년 11월 5일  | 농민과 용사가 될 수 없는 용사 |
| 7화            | 2022년 11월 12일 | 농민과 왕녀의 결의            |
| 8화            | 2022년 11월 19일 | 농민과 결혼식                 |
| 9화            | 2022년 11월 26일 | 알의 과거                     |
| 10화           | 2022년 12월 3일  | 농민과 아시파라 마을          |
| 11화           | 2022년 12월 10일 | 농민과 마왕성의 재회          |
| 마지막화(12화) | 2022년 12월 17일 | 농민과 새로운 결의            |